# Галл (Айова)
Галл (англ. Hull) — місто (англ. city) в США, в окрузі Сіу штату Айова. Населення — 2384 особи (2020).

## Географія
Галл розташований за координатами 43°11′24″ пн. ш. 96°7′57″ зх. д. / 43.19000° пн. ш. 96.13250° зх. д. (43.189879, -96.132508).  За даними Бюро перепису населення США в 2010 році місто мало площу 3,11 км², уся площа — суходіл. В 2017 році площа становила 3,45 км², уся площа — суходіл.

## Демографія
Згідно з переписом 2010 року, у місті мешкало 2175 осіб у 741 домогосподарстві у складі 577 родин. Густота населення становила 698 осіб/км².  Було 764 помешкання (245/км²).
Расовий склад населення:
| - 92,6 % — білих - 0,7 % — азіатів - 0,6 % — корінних американців - 0,4 % — чорних або афроамериканців - 5,1 % — осіб інших рас |

До двох чи більше рас належало 0,7 %. Частка іспаномовних становила 9,1 % від усіх жителів.
За віковим діапазоном населення розподілялося таким чином: 30,5 % — особи молодші 18 років, 53,9 % — особи у віці 18—64 років, 15,6 % — особи у віці 65 років та старші. Медіана віку мешканця становила 32,5 року. На 100 осіб жіночої статі у місті припадало 99,4 чоловіків;  на 100 жінок у віці від 18 років та старших — 95,3 чоловіків також старших 18 років.
Середній дохід на одне домашнє господарство  становив 60 095 доларів США (медіана — 52 969), а середній дохід на одну сім'ю — 68 377 доларів (медіана — 59 519). Медіана доходів становила 42 214 долари для чоловіків та 25 969 доларів для жінок. За межею бідності перебувало 9,8 % осіб, у тому числі 10,1 % дітей у віці до 18 років та 16,1 % осіб у віці 65 років та старших.
Цивільне працевлаштоване населення становило 1234 особи. Основні галузі зайнятості: освіта, охорона здоров'я та соціальна допомога — 23,4 %, виробництво — 19,1 %, роздрібна торгівля — 9,9 %, будівництво — 8,8 %.